# ایجی فوناکوشی
ایجی فوناکوشی (به ژاپنی: 船越 英二 Funakoshi Eiji)؛ ( ۱۷ مارس ۱۹۲۳ – ۱۷ مارس ۲۰۰۷) یک هنرپیشه ژاپنی بود.
از فیلم‌ها یا برنامه‌های تلویزیونی که وی در آن نقش داشته است می‌توان به آتش در دشت، انتقام بازیگر، ۴۷ رونین وفادار اشاره کرد.